# 今晚睇李
《今晚睇李》（英語：Sze U Tonight）是香港電視廣播有限公司製作的訪談及幽默節目。由李思捷及單立文主持。本節目於香港時間2015年2月1日起，逢星期日22:00至23:00於翡翠台、高清翡翠台播出，myTV提供節目重溫。4月26日起，因應翡翠台及高清翡翠台黃金時段新編排，本節目延遲至22:30至23:30播出。

## 節目簡介
在每集節目中，李思捷為主持人，在開始時討論每週最新娛樂資訊，其後均會請來歌、影、視等不同領域的人士擔任嘉賓，分享他們的最新作品、發展動向及工作中的趣事。
為答謝嘉賓賞面來臨，除奉上飲品作款待外，更為他們度身訂造一系列遊戲，而嘉賓們則會以現場表演作回禮。豹哥單立文更會擔任Band Leader，與樂隊「Palwerful Band」因應現場氣氛，即席奏出動聽樂曲，再加上喬寶寶不時與嘉賓及觀眾互動，務求令一眾嘉賓好友盡興而歸之餘，觀眾也看得「過癮」。
此節目原定20集，後添加12集，即加至32集。

## 主持人及成員
- 李思捷：主持人
- 單立文：主持人、「Palwerful Band」Band Leader及貝斯手
- 喬寶寶：開場司儀
- 陳山聰：Jackie Chen
- 袁紫僑：調酒師
- 鍾舒祺、尹詩沛、劉健昌：「Palwerful Band」主音
- 陳明道、張人傑：鍵琴手
- Tommy Chan、Jason Kui：結他手
- Panho Tim：鼓手

## 每集嘉賓
| 集數 | 播映日期 (錄影日期) | 訪談嘉賓                                                                         | 歌星嘉賓          | 其他嘉賓 | 宣傳                                                                          | 演唱歌曲 |
| 01   | 2月1日 (1月28日)    | 吳君如、蕭正楠                                                                   | 杜德偉            | 劉浩龍、姜皓文、BabyJohn，黃翠如、黃智雯                                                                         | 電影《12金鴨》、劇集《師 奶Madam》、杜德偉 極杜 世界巡迴演唱會Part II         | 演唱歌曲 杜德偉 - 《拯救地球》 - 《給我吧》 - 《脫掉》                                                                                |
| 02   | 2月8日 (1月28日)    | 毛舜筠、黃百鳴                                                                   | 黃凱芹            | 周秀娜，張繼聰，黃智賢                                                                                           | 電影《浮華宴》                                                                | 黃凱芹《祇想一生跟你走》 |
| 03   | 2月15日 (2月2日)    | 許冠文、袁偉豪                                                                   | 謝安琪            | 王祖藍、李亞男，黃夏蕙，高海寧、唐詩詠                                                                           |                                                                               | 謝安琪《家明》 |
| 04   | 2月22日 (2月16日)   | 薛家燕、陳靜                                                                     | 衛蘭              | 李家鼎，曾志偉                                                                                                   | 劇集《倩女喜相逢》                                                            | 演唱歌曲 衛蘭 - 《愛如潮水》 - 《陰天假期》                                                                                           |
| 05   | 3月1日 (2月23日)    | 鄭嘉穎、Gabe                                                                     | C AllStar         | 魯芬、羅蘭，區瑞強                                                                                               | 劇集《天眼》                                                                  | 演唱歌曲 C AllStar - 《時間之光》 - 《煙花非花》                                                                                      |
| 06   | 3月8日 (3月2日)     | 伍詠薇、江美儀                                                                   | 太極              | 麥玲玲、朱凱婷、韓馬利、黃心穎、盧覓雪， 麥美恩、李佳芯、梁嘉琪                                                  | 舞台劇《嬉春酒店》                                                            | 演唱歌曲 太 極 - 《全人類高歌》 - 《紅色跑車》 - 《留住我吧》                                                                         |
| 07   | 3月15日 (3月9日)    | 楊千嬅、關信輝                                                                   | 側田              | 盧海鵬、王詩雅、李詠珊、何涴瀠、陳麗兒、 傅舜盈、胡杏兒、胡蓓蔚、胡定欣、黃智雯、 李施嬅、姚子羚、楊秀惠、曹永廉 | 電影《五個小孩的校長》、 側田WeTouch Live 2015 世界巡迴演唱會                 | 演唱歌曲 側 田 - 《決戰二世祖》 - 《B.O.K.》 - 《Volar》                                                                              |
| 08   | 3月22日 (3月15日)   | 陳百祥                                                                           | 杜麗莎            | 鄭欣宜、Bowie、鍾志光                                                                                            |                                                                               | 演唱歌曲 杜麗莎 - 《L-O-V-E》 - 《Besame Mucho》 - 《Fly Me To The Moon》                                                             |
| 09   | 3月29日 (3月25日)   | 馬德鐘、徐子珊、江美儀、謝天華                                                   | 蔣志光            | 朱千雪 | 劇集《以和為貴》                                                              | 演唱歌曲 蔣志光 - 《真的漢子》 - 《皇后大道東》                                                                                       |
| 10   | 4月5日 (3月30日)    | 歐陽震華                                                                         | 陳奐仁            | 甄澤權、陳婉衡                                                                                                   |                                                                               | 演唱歌曲 - 陳奐仁《So Crazy》 - 陳奐仁、李思捷《Crazy Little Thing Called Love》                                                      |
| 11   | 4月12日 (4月7日)    | 胡杏兒                                                                           | 阮兆祥、王祖藍    | 姚嘉妮、張名雅、張美妮、龔嘉欣、 何傲兒、莊思敏、阿夢、魯振順， 郭晉安、萬綺雯、羅樂林、麥玲玲、黃心穎           |                                                                               | 演唱歌曲 - 阮兆祥《你瘦夠了嗎》 - 王祖藍《要爭取快樂(嘥氣)》 - 李思捷《愛與誠》 - 福祿壽《升呢》、 《日又攪女 夜又攪女》              |
| 12   | 4月26日 (4月20日)   | 范冰冰、周海媚、李治廷                                                           | 容祖兒            | 謝安琪 | 劇集《武則天》                                                                | 容祖兒《女皇》 |
| 13   | 5月3日 (4月27日)    | 何超儀、梁漢文、林敏驄、郭子健                                                   | 梁漢文            | | 電影《全力扣殺》、 梁漢文紅館中場表演2015                                     | 演唱歌曲 梁漢文 - 《衣櫃裡的男人》 - 《一路走來》                                                                                     |
| 14   | 5月10日 (5月4日)    | 王敏德，Sunny Wong                                                               | 夏韶聲            | 區瑞強 |                                                                               | 演唱歌曲 夏韶聲 - 《今天昨天》 - 《飄雪》                                                                                             |
| 15   | 5月17日 (5月11日)   | 馮寶寶、邵音音                                                                   | 李克勤            | 吳業坤、劉佩玥、Jacky Ma                                                                                         | 電影《媽咪俠》                                                                | 李克勤《你最重要》 |
| 16   | 5月24日 (5月18日)   | 錢小豪、洪天明、梁靖琪                                                           | Mr.               | 黎芷珊 | 劇集《潮拜武當》                                                              | 演唱歌曲 Mr. - 《邊城》 - 《如果我是陳奕迅》                                                                                          |
| 17   | 5月31日 (5月26日)   | 肥媽、萬綺雯                                                                     | 呂方              | | 呂方代表演唱會                                                                | 演唱歌曲 - 肥 媽《Ma Ma I love you》、 《要爭取快樂(嘥氣)》 - 萬綺雯《IQ博士》 - 呂 方、李思捷《求妳講清楚》 - 呂 方《流浪花》        |
| 18   | 6月7日 (6月1日)     | 容祖兒、李克勤                                                                   | 容祖兒、李克勤    | 羅樂林、洪永城                                                                                                   | 容祖兒李克勤演唱會2015                                                        | 演唱歌曲 容祖兒、李克勤 - 《心淡》 - 《合久必婚》 - 《刻不容緩》 - 《世界真細小》                                                     |
| 19   | 6月14日 (6月8日)    | Tony Jaa、吳京、任達華                                                           | 湯寶如、關楚耀    | | 電影《殺破狼2》                                                               | 演唱歌曲 - Tony Jaa《上海灘》 - 湯寶如、李思捷《相思風雨中》 - 湯寶如、關楚耀《感冒》                                                 |
| 20   | 6月21日 (6月15日)   | 苗僑偉                                                                           | 鍾鎮濤            | 鍾懿 |                                                                               | 演唱歌曲 - 鍾舒祺《心嚎》 - 苗僑偉、李思捷《煙花句》 - 鍾鎮濤、鍾 懿《爸爸我來了》 - 鍾鎮濤《紅葉斜落我心寂寞時》                     |
| 21   | 6月28日 (6月22日)   | 馬浚偉                                                                           | 盧巧音            | 連詩雅 |                                                                               | 演唱歌曲 - 連詩雅《為何要我愛上你》 - 馬浚偉、李思捷《無間道》 - 盧巧音《哲學家》                                                     |
| 22   | 7月5日 (6月29日)    | 張繼聰、何君誠、黃翠如、黃子雄、 麥長青、馬海倫、吳業坤、張振朗、 楊卓娜、龔嘉欣 | 黃家強            | [ 註 6 ] | 劇集《愛·回家》第二輯                                                         | 演唱歌曲 - 袁紫僑《幾百萬分之一》 - 黃家強《光輝歲月》、 《真人真事》                                                                 |
| 23   | 7月12日 (7月7日)    | 羅霖、許誠毅                                                                     | 周柏豪            | | 羅霖《Timeless》寫真集、 電影《捉妖記》                                       | 演唱歌曲 周柏豪 - 《我的宣言》 - 《相安無事‬》                                                                                         |
| 24   | 7月19日 (7月13日)   | 譚耀文、杜如風                                                                   | 王馨平            | |                                                                               | 演唱歌曲 - 譚耀文、李思捷 《敢愛敢做》、《不羈的風》 - 王馨平、李思捷《緣份》 - 王馨平《補償》                                        |
| 25   | 7月26日 (7月20日)   | 吳家麗、劉心悠、BabyJohn                                                         | 蘇永康            | 袁偉豪 | 電影《有客到》                                                                | 演唱歌曲 - 蘇永康、李思捷《那誰》 - 蘇永康《假使有日能忘記》、 《從來未發生》                                                         |
| 26   | 8月2日 (7月24日)    | 惠英紅、胡定欣                                                                   | 許志安            | | 劇集《鬼同你OT》                                                              | 演唱歌曲 - 李思捷《高妹》 - 許志安《男人最痛》、 《你的男人》                                                                         |
| 27   | 8月9日 (7月27日)    | 鍾麗緹，蘇志威                                                                   | 關心妍            | 張倫碩、朱璇 |                                                                               | 演唱歌曲 - 張倫碩《月亮代表我的心》 - 關心妍《關家姐》                                                                                |
| 28   | 8月16日 (7月30日)   | 胡楓、Joe Junior，吳安儀                                                         | 陳潔靈            | 麥明詩、馬詩晴、羅丹虹、龐卓欣、林凱恩、 吳慧堯、吳佩欣、程莉欣、郭嘉文、陳靜儀、 楊苡汶、朱嘉莉                 | 2015年度香港小姐競選、旅遊 節目《4個小生去旅行》、 澳門國際音樂節「醉樂女伶」 | 演唱歌曲 - 胡楓、Joe Junior、李思捷 《Wooden Heart》 - 陳潔靈、李思捷《誰令你心痴》 - 陳潔靈《Within You'll Remain》                  |
| 29   | 9月6日 (8月3日)     | 任賢齊、狄龍、周秀娜                                                             |                   | | 電影《落跑吧愛情》                                                            | 演唱歌曲 任賢齊 - 《心太軟》 - 《愛上夏天》                                                                                           |
| 30   | 9月13日 (8月6日)    | 伍詠薇、陳敏之                                                                   | 李琦、陳冰        | 陳山聰 |                                                                               | 演唱歌曲 - 李琦《趁早》 - 陳冰《逆光》                                                                                                |
| 31   | 9月20日 (8月10日)   | 林家棟、林德信、J.Arie                                                           | Dear Jane、Yellow | 歐瑞偉、黃淑儀、郭晉安、 萬綺雯、馬國明、黃浩然、 江美儀、胡定欣                                                 | 電影《死開啲啦》                                                              | 演唱歌曲 - Dear Jane、Yellow 《俾面派對》、《Sgt Peppers Lonely Heart Club Band》 - Palwerful Band 《我們還有一樣的夢》               |
| 32   | 9月27日 (8月20日)   | 林子祥                                                                           | 古巨基            | |                                                                               | 演唱歌曲 - 林子祥、李思捷 《海市蜃樓》、《敢愛敢做》 - 林子祥《衝上雲霄》 - 古巨基《找到你是我最偉大的成功》 - 李思捷《向悲哀說再見》 |

註釋
1. ↑  只在短片中出現
2. 1 2 3 4 5  只在「思文敗類」短劇中出現
3. ↑  改編自鄭少秋《天涯孤客》及福祿壽《戇戇居居去買麵》
4. ↑  只在「思文敗類」短劇中以聲音演出
5. ↑  鍾鎮濤三女
6. ↑  香港少青步操樂團表演步操。
7. ↑  Jackie Chen的真正身份。
8. 1 2 3 4 5 6 7  特務預告片演出。

## 記事
- 2015年4月19日：由於直播《第三十四屆香港電影金像獎頒獎典禮》，本節目暫停播映。
- 2015年8月23日：由於播映《2015香港小姐次回戰》，本節目暫停播映。
- 2015年8月30日：由於直播《2015香港小姐 傳奇誕生》，本節目暫停播映。

## 爭議

### 涉嫌抄襲美國清談節目
蘋果日報指出節目格式在佈景、內容、環節、Live Band、片頭、標誌、語調等方面，都有抄襲美國的深夜清談節目《The Tonight Show》、《Late Night》、《Late Show》、《Jimmy Kimmel Live》之嫌。不過同時李思捷亦重申早在節目開拍記者會、節目預告、以及節目以內聲明是會按Late Show模式製作，因此並不能算作抄襲以及剽竊。
通訊事務管理局共收到13宗對該節目的投訴，批評內容抄襲外國節目及低俗無聊，而生熟蛋雞扑頭遊戲被指浪費食物。

### 李思捷「無牌酒樓論」暗諷香港電視
李思捷在2015年3月22日的一集，與嘉賓陳百祥發表「餐廳論」，以「酒樓未發飲食牌照，咁快拎點心出嚟俾人食」為例，暗諷王維基持有的香港電視網絡（現更名香港科技探索）在不獲政府發免費電視牌下拍劇的做法不恰當。

## 收視
以下為本節目於香港無綫電視翡翠台、高清翡翠台之收視紀錄：
| 集數 | 日期          | 平均收視 |
| 01   | 2015年2月1日  | 16點     |
| 02   | 2015年2月8日  | 16點     |
| 03   | 2015年2月15日 | 17點     |
| 04   | 2015年2月22日 | 16點     |
| 05   | 2015年3月1日  | 17點     |
| 06   | 2015年3月8日  | 18點     |
| 07   | 2015年3月15日 | 17點     |
| 08   | 2015年3月22日 | 17點     |
| 09   | 2015年3月29日 | 17點     |
| 10   | 2015年4月5日  | 14點     |
| 11   | 2015年4月12日 | 17點     |
| 12   | 2015年4月26日 | 18點     |
| 13   | 2015年5月3日  | 14點     |
| 14   | 2015年5月10日 | 15點     |
| 15   | 2015年5月17日 | 17點     |
| 16   | 2015年5月24日 | 16點     |
| 17   | 2015年5月31日 | 17點     |
| 18   | 2015年6月7日  | 16點     |
| 19   | 2015年6月14日 | 17點     |
| 20   | 2015年6月21日 | 17點     |
| 21   | 2015年6月28日 | 17點     |
| 22   | 2015年7月5日  | 18點     |
| 23   | 2015年7月12日 | 19點     |
| 24   | 2015年7月19日 | 16點     |
| 25   | 2015年7月26日 | 18點     |
| 26   | 2015年8月2日  | 18點     |
| 27   | 2015年8月9日  | 18點     |
| 28   | 2015年8月16日 | 16點     |
| 29   | 2015年9月6日  | 15點     |
| 30   | 2015年9月13日 | 15點     |
| 31   | 2015年9月20日 | 16點     |
| 32   | 2015年9月27日 | 13點     |

## 獎項

### 星和無綫電視大獎2015
| 獎項              | 單位     | 結果 |
| ----------------- | -------- | ---- |
| 我最愛TVB綜藝節目 | 今晚睇李 | 提名 |

### TVB 馬來西亞星光薈萃頒獎典禮2015
| 獎項              | 單位           | 結果 |
| ----------------- | -------------- | ---- |
| 最喜愛TVB綜藝節目 | 今晚睇李       | 獲獎 |
| 最喜愛TVB節目主持 | 李思捷、單立文 | 獲獎 |

### 萬千星輝頒獎典禮2015
| 獎項               | 單位           | 結果 |
| ------------------ | -------------- | ---- |
| 最佳綜藝及特備節目 | 今晚睇李       | 提名 |
| 最佳節目主持       | 李思捷、單立文 | 提名 |

## 相關
- 今晚玩李
- 今晚唔睇李（特別篇，2016年1月10日播出）
- 晚間娛樂節目

## 外部連結
- 無綫電視節目網頁 - 今晚睇李（页面存档备份，存于）

## 電視節目的變遷
| 香港無綫電視翡翠台、高清翡翠台 星期日 22:00－23:00 時段                                               | 香港無綫電視翡翠台、高清翡翠台 星期日 22:00－23:00 時段        | 香港無綫電視翡翠台、高清翡翠台 星期日 22:00－23:00 時段 |
| --- | -------------------------------------------------------------- | ------------------------------------------------------- |
| | 今晚睇李 （第1－11集） （2015.02.01－2015.04.12）              |                                                         |
| 2015國際中華小姐競選（21:00-23:00） （2015.01.25）                                                    | 第三十四屆香港電影金像獎頒獎典禮（19:30-23:00） （2015.04.19） |                                                         |
| 香港無綫電視翡翠台、高清翡翠台 星期日 22:30－23:30 時段                                               |                                                                |                                                         |
| 第三十四屆香港電影金像獎頒獎典禮（19:30-23:00） （2015.04.19）                                        | 今晚睇李 （第12－28集） （2015.04.26－2015.08.16）             | 2015香港小姐次回戰 （2015.08.23）                       |
| 香港無綫電視翡翠台、高清翡翠台 星期日 22:30－23:30 時段                                               |                                                                |                                                         |
| 2015香港小姐競選決賽（20:30-22:40） （2015.08.30）2015香港小姐 傳奇誕生（22:40-23:30） （2015.08.30） | 今晚睇李 （第29－32集） （2015.09.06－2015.09.27）             | 回味·Twins （2015.10.04）                               |